# Prins
Prins is in sommige landen de hoogste adellijke titel, maar kan ook een vorstelijke titel zijn. Het vrouwelijke equivalent is prinses.

## Historie
Het woord 'prins' komt van het Latijnse princeps, dat letterlijk "voorste" of "eerste" betekent. Het woord vorst is een vertaling van ditzelfde Latijnse woord.

## Soorten prinsen

### Dynastieke, regerende en adellijke prinsen
Leden van een regerende dynastie worden vaak aangeduid met de titel prins, meestal gevolgd door de naam van het vorstendom (koninkrijk, groothertogdom, prinsdom) waarover hun naast familielid als soeverein regeert. Zo krijgen de kinderen of kleinkinderen van regerende vorsten vaak bij de geboorte de titel van prins of prinses. Bijvoorbeeld Prins of Prinses der Nederlanden, of Prins of Prinses van België. De titel duidt een nauwe verwantschap aan met de regerende vorst. In Frankrijk sprak men tijdens het ancien régime van een 'Prince du sang' (Prins van den bloede) om de nauwe bloedverwantschap met de vorst aan te duiden. Vaak wordt deze prinsentitel gecombineerd met andere dynastieke titels. In Nederland bijvoorbeeld Prins / Prinses van Oranje-Nassau, in België Hertog / Hertogin van Brabant (gebruikelijk voor de troonopvolger) maar ook Graaf van Vlaanderen of Prins van Luik. In Groot-Brittannië worden naast de titel Prins van Groot-Brittannië bijna systematisch andere dynastiek titels gebruikt zoals Prince of Wales, Duke of Edinburgh, Duke of Cambridge.
Sommige regerende vorsten van kleinere soevereine staten dragen de titel van prins. De bekendste voorbeelden zijn vandaag Monaco (Prince Souverain) en Liechtenstein (Regierender Fürst). Voorheen bevonden er zich talrijke soevereine vorstendommen in het Heilige Roomse Rijk. Zij droegen de titel van 'Regierender Fürst' wat in het Nederlands correct als Regerende Vorst kan worden vertaald. In andere talen is de vertaling onmogelijk en spreekt men daarom vaak van 'prince' (van princeps, wat net als de Duitse 'Fürst', ‘First’ in het Engels, de 'eerste' of 'voorste' betekent). In het geval van Monaco spreekt men van 'Prince Souverain' wat precies overeenkomt met 'Regierender Fürst'. Regerende vorsten waren in principe alleen aan de Keizer verantwoording verschuldigd. Zij maakten deel uit van de rijksvorstenstand en hun rang was zowat gelijkgesteld aan die van de hertogelijke en koninklijke huizen, al was de rang van hertog in principe hoger dan deze van Fürst. Beginnend bij de ontbinding van het Heilige Roomse Rijk in 1806 raakten de resterende soevereine vorstendommen stelselmatig 'gemediatiseerd' en verloren de meest vorsten gaandeweg hun soevereiniteit. Voorbeeld is het huis Looz-Corswarem dat gedurende korte tijd de soevereiniteit bezat van het vorstendom Rheina-Wolbeck dat zij door de secularisering van kerkelijke goederen en in compensatie van door Frankrijk bezette gebieden op de linker Rijnoever hadden verkregen. De titel van vorst (vaak vertaald als prins) bleef bestaan als gewone adellijke titel.
Buiten het Heilige Roomse Rijk waren adellijke prinselijke titels oorspronkelijk verbonden aan een feodaal domein dat niet soeverein was, maar waaraan wel de rang van prinsdom was toegekend. Hoewel in principe in de meeste landen een prins in rang boven een hertog staat, werd de titel van prins vaak als iets minder prestigieus aanzien. Dit kwam door het grote prestige dat hertogelijke titels hadden in het Heilige Roomse Rijk, Frankrijk en Groot-Brittannië. Vele adellijke families waren immers bijzonder sterk Europees vertakt. Hertogelijke titels konden vaak aanspraak maken op een lange traditie of op een bijzondere gunst vanwege de verlenende vorst. Daarbij kwam dat de titel van prins vaak werd verleend aan jongere leden of takken van (soms soevereine) hertogelijke huizen. In het geval van het huis Arenberg wordt de hertogelijke titel bijvoorbeeld gedragen door het hoofd van het huis en dragen de andere leden de titel van prins of prinses. In tegenstelling tot wat vaak wordt gedacht, is de titel van prins vandaag in zowel Nederland als België hoger dan die van Hertog. In België werden na het ancien-régime geen nieuwe hertogelijke titels meer toegekend, maar er waren wel enkele verheffingen tot prins. Meestal ging het om oude huizen, waar de hertogelijke of prinselijke titel voorheen alleen voorbehouden was aan het hoofd van de familie (bv. huis Arenberg, huis Ligne, huis Merode).
In Frankrijk en Groot-Brittannië bleef Hertog altijd de hoogste adellijke titel en bleven prinsentitels voorbehouden aan leden van het koninklijke huis en hun nakomelingen (bijvoorbeeld de 'Prins van Condé'). Sommige leden van de Franse kroon maakten van oudsher aanspraak op de titel 'principauté' en hun heren op die van 'prince'. Vaak was dit een vertaling van de in oude documenten gebruikte Latijnse term 'princeps' die in de middeleeuwen nog weleens werd aangewend om de meest vooraanstaande edelman van de provincie mee aan te duiden. Deze prinsen hadden echter geen enkele voorrang op de hertogen.
Sommige Franse edelen gingen ook prinsentitels gebruiken van overgeërfde domeinen in het buitenland (Savoye, Sardinië, Koninkrijk der Beide Siciliën etc.), of gebieden die pas recent bij het koninkrijk waren ingelijfd. Dit betrof dan bijvoorbeeld Frans-Vlaanderen, Picardië, Franche-Comté, die ten koste van de Spaanse Kroon waren ingelijfd, of gebieden die tot het Heilige Roomse Rijks hadden behoord zoals Lotharingen en Elzas. In deze gebieden die nu bij Frankrijk gingen horen, waren voordien door de Oostenrijkse of Spaanse Habsburgers tal van prinselijke titels verleend. Een voorbeeld is Rubempré in Picardië, dat tot prinsdom was verheven toen het nog aan de Spaanse Kroon toebehoorde, maar voortaan deel ging uitmaken van het Franse koninkrijk. De titel 'prins van Rubempré' wordt tot op de dag vandaag gevoerd door het hoofd van het huis Merode en werd - hoewel het gebied nooit meer deel zou uitmaken van de Nederlanden of België - door Willem I en later ook door Leopold I erkend. Ook Epinoy en Amblise, de prinsdommen in handen van het huis Ligne, kwamen vanaf het derde kwart van de 17e eeuw in Frankrijk te liggen.

### Kerkelijke prinsen
De kardinalen zijn prinsen van de kerk, maar gelden ook als prins omdat zij de paus, een heerser die met koningen gelijkgesteld wordt, kunnen opvolgen. Zij worden in het protocol direct na de kroonprinsen en kroonprinsessen van de regerende koningshuizen geplaatst.
Volgens de bul Urbem Romam uit 1746 van paus Benedictus XIV zijn de broers en zusters van een paus ipso jure Nobili Romani, Romeinse edelen, en prinsen en prinsessen. Deze waardigheid wordt door hun wettelijke mannelijke nakomelingen geërfd. Men herkent deze families aan de Ombrellino die zij in hun wapen mogen voeren.
Binnen het Heilige Roomse Rijk bevonden zich talrijke soevereine bisdommen en abdijen die werden geleid door een soevereine bisschop of abt die de rang van 'vorst' (Fürst) droeg en tot de Rijksvorstenstand behoorde. In het Nederlands, Frans en Engels wordt de titel van 'Fürstbischof' meestal vertaald als 'prins-bisschop', 'Prince-évêque' of 'Prince-bishop'.

## Prinselijke families in Nederland
De Nederlandse adel kent drie prinselijke families; zo bestaat er de titel prins van Waterloo, in 1815 toegekend aan Arthur Wellesley, hertog van Wellington; deze titel wordt nog steeds gevoerd door het geslacht, sinds 2014 door Charles Wellesley, 9e prins van Waterloo (1945), na het overlijden van zijn vader Arthur Valerian Wellesley (1915-2014). Verder kent men het prinselijke geslacht De Riquet de Caraman dat weliswaar tot de Nederlandse adel behoort, maar in België woont en tot de Belgische adel wordt gerekend. En er is sinds 1996 het prinselijke geslacht De Bourbon de Parme waarvan in het huwelijksjaar Carlos de Bourbon de Parme en zijn broer en twee zusters ingelijfd werden in de Nederlandse adel.
In Nederland wordt de titel van prins verder alleen nog gevoerd als titel door de huidige leden van het Koninklijk Huis of voormalige leden hiervan. De vermoedelijke troonopvolger voert de titel Prins van Oranje en de overige (ex-)leden de titels Prins der Nederlanden en/of Prins van Oranje-Nassau. De titels worden van geval tot geval vastgesteld en apart geregeld door de Wet lidmaatschap koninklijk huis.

## Prinselijke families in België
In België bestaan zo'n 10 prinselijke families.
- Huis Arenberg - Het hoofd van het huis draagt de titel Hertog van Arenberg, sinds 1994 terug erkend in België. Prins of Prinses met het predicaat Doorluchtige Hoogheid voor alle leden van het huis sinds 1953.
- Prins Bernadotte - Lid van het Zweedse koninklijke huis, geïncorporeerd in de Belgische adel, uitgestorven
- Huis Béthune-Hesdigneul
- Huis Croÿ
- Habsburg-Lotharingen - Prins of prinses de Habsbourg-Lorraine met het predicaat Doorluchtige Hoogheid sinds resp. 1978 en 1983
- Huis Ligne - Prins van Epinoy en Amblise voor het hoofd van het huis. Prins of prinses de Ligne voor alle leden van het huis.
- Huis Lobkowicz
- Huis Merode - Prins van Rubempré en Grimbergen voor het hoofd van het huis, prins of prinses de Merode voor alle leden sinds 1930.
- de Riquet de Caraman - Prins van Chimay en prins de Caraman voor het hoofd van het huis, prins de Caraman-Chimay voor alle mannelijke leden sinds 1886.
- Swiatopelk-Czetwertynski - Erkenning van buitenlandse titel in België sinds 2007.

Zie verder: Lijst van Belgische adellijke families

## Predicaat en kwalificatie
Prinsen van den bloede hebben recht op het predicaat Koninklijke Hoogheid; in België worden ze aangesproken met Monseigneur.
De leden van de Nederlandse familie De Bourbon de Parme dragen ook dat predicaat; daarover is na verlening in 1996 discussie ontstaan in adelsrechtelijke kringen, daar sommigen van mening zijn dat een dergelijk predicaat in Nederland voorbehouden zou dienen te zijn aan leden van het Nederlandse koningshuis, terwijl aan niet-regerende geslachten hooguit het predicaat doorluchtige hoogheid zou kunnen worden toegekend.

## Rangkroon in België en Nederland

De rangkroon die de adellijke prinsen in Nederland en België mogen voeren werd bij besluit van koning Willem I der Nederlanden in 1816 vastgesteld. Prinsen van adel bedienen zich van eenzelfde kroon als die van hertogen, namelijk een muts van scharlaken fluweel, met een gouden bol op de top, waaruit een vlam van hetzelfde metaal oprijst. Deze muts rust hierbij op een gouden ring met edelstenen. Echter, bij prinsen, in tegenstelling bij die van hertogen, rusten op de ring vijf bladeren, oftewel fleurons (en geen met parels getopte pieken).
Sommige adellijke prinsen van de Nederlandse adel, maar bovenal de Belgische adel, voeren een rangkroon van het voormalige Heilige Roomse Rijk boven hun wapenschild, die te herkennen valt als een beugelkroon waaruit ook een rood-fluwelen muts oprijst. De ring van de kroon is afgezet met hermelijn en drie met parels bezette beugels rijzen op uit deze ring. Waar de beugels samen komen, is op de top een kleine rijksappel te zien.
De vorstelijke prinsen van zowel het Nederlandse als het Belgische koninklijke huis hebben afwijkende kronen boven hun persoonlijke wapenschild; veelal voeren zij de koninklijke kroon.
baljuw · baron · dictator · doge · emir · farao · graaf · groothertog · grootvizier · grootvorst · heer · hertog · jonker · kalief · kan · keizer · koning · landgraaf · landsheer · landvoogd · maharadja · markies · monarch · paltsgraaf · paus · president · prins-bisschop · regent · sjah · sjeik · staatshoofd · sultan · tenno · tsaar · vizier · vorst · vorst-aartsbisschop